# Mounir Jaouani
Mounir Jaouani, né le 27 janvier 1968 à Kénitra (Maroc), est un footballeur international marocain qui acheva sa carrière en 2004.

## Biographie
Mounir Jaouani a passé toute sa carrière au KAC de Kénitra, club n° 1 de kénitra, où il s’est chargé de la défense pendant 20 saisons (1984-2004) dont 14 comme capitaine de l’équipe. Il reste parmi les joueurs les plus capé du championnat national, avec à son actif 550 rencontres, un record inégalé jusqu'à nos jours sauf par Abdelmajid Dolmy.
 Jaouani est un ex-international junior, olympique et de l'équipe nationale senior à 2 reprises en 1990 face aux Émirats et face à la Côte d’Ivoire.

## Carrière joueur
- 1984 - 2004 : KAC de Kénitra ( Maroc)

## Carrière entraîneur
- 2006 - 2007 : KAC de Kénitra ( Maroc)
- 2017 - 2018 : Renaissance de Berkane ( Maroc)

## Palmarès

### En tant que joueur
- Finaliste de la Ligue des Champions arabes : 1984
- Vice-Champion du Maroc : 1985
- Finaliste de la Coupe du Trône : 1991
- Champion du Maroc de D2 : 2002

### Distinctions personnelles
- Record du nombre de matchs disputés en Botola avec 550 matchs disputés

### En tant qu'entraîneur
2018 : Champion de la Coupe du Trône avec la Renaissance Sportive de Berkane
2019 : Finaliste de la Coupe de la Confédération de la Caf Total avec la Renaissance sportive de Berkane
Il quitte la Renaissance Sportive de Berkane après un accord à l'amiable en Septembre 2019.

## Référence
https://lematin.ma/express/2019/renaissance-berkane-sincline-finale-face-zamalek/316695.html